# Arnaud Bernard
Pour les articles homonymes, voir Bernard (patronyme).
Arnaud Bernard, né à Strasbourg le 4 octobre 1966, est un metteur en scène français.
Note sur l'homonymie: Son nom ne doit rien à la place Arnaud-Bernard ni au quartier Arnaud-Bernard de Toulouse, qui tirent leurs noms du noble Arnaud Bernat propriétaire de terrains à l'intérieur des anciennes fortifications romaines de la ville au Moyen Âge, le nom venant lui-même de la rue Arnaud-Bernard qui tire son nom de la porta Arnaldi Bernardi en latin, 1125.

## Biographie
Arnaud Bernard commence le violon à l’âge de 6 ans puis poursuit ses activités musicales, au Conservatoire de Strasbourg et à l’Orchestre Philharmonique de Strasbourg dans le but d’aborder plus tard la mise en scène d’Opéra.
En 1988, Il arrête le violon et devient assistant à la mise en scène. Il travaille alors en France et en Allemagne, aux côtés de Nicolas Joel et Jean-claude Auvray. 
En 1989, il entre dans un Théâtre du Capitole de Toulouse et y exerce les activités de régisseur de scène et assistant à la mise en scène, puis directeur de production et metteur en scène associé. En plus de ses fonctions au Théâtre du Capitole, il exerce ses activités en tant qu’assistant et collaborateur à la mise en scène, tant en France qu’à l’étranger (Covent Garden, Metropolitan Opera, Scala de Milan, Teatro Colon de Buenos Aires , Teatro Real, etc.)
Il signe sa première mise en scène avec Il Trovatore de Verdi au Théâtre du Capitole en 1995.
En 1998, il quitte le théâtre du Capitole pour développer sa carrière personnelle et se consacrer pleinement à la mise en scène.
Depuis son activité de metteur en scène, exclusivement dans le domaine de l’opéra, le mène sur des scènes prestigieuses comme La Fenice de Venise, Le Théâtre San Carlo de Naples, Le théâtre du Bolshoï, Les Arènes de Vérone, le théâtre Mariinsky, l’Opéra de Rome, le Lyric Opera de Chicago, les Opéras d’Helsinki, d’Oslo, Le Teatro Colón.
Arnaud Bernard est le plus jeune metteur en scène ayant mis en scène un opéra aux célèbres Arènes de Vérone. Il a mis en scène La Bohème en 2005 (reprise 2009 et 2011) et Nabucco en 2017 (reprise 2018), spectacle diffusé en direct sur ARTE et diffusé dans le cadre de la série Viva l’Opéra dans les cinémas Gaumont .
Arnaud Bernard est également scénographe, costumier et éclairagiste (Théâtre Mariinsky, Opéra de Lausanne, Théâtre Petruzzelli, Novaya Opera Moscou, HNK Zagreb, etc.)

## Mises en scènes lyriques
- 1995 : Il Trovatore / Théâtre du Capitole de Toulouse
- 1996 : Falstaff / Charleston SC / Spoleto USA
- 1998 : Il Barbiere di Siviglia / Théâtre du Capitole de Toulouse
- 1999 : Romeo et Juliette / Chicago / Lyric Opera
- 2001 : L’Elisir d’amore / Théâtre du Capitole de Toulouse
- 2002 : Il Trittico (Puccini) / Nantes Angers Opéra
- 2002 : Les Huguenots / Festival della Valle d’Itria / Martina Franca
- 2003 : Lakmé /  Teatro Massimo Palermo
- 2003 : Werther / Festival della Valle d’Itria / Martina Franca
- 2003 : Die Lustigen Weiber von Windsor / Nantes Angers Opéra
- 2004 : Luisa Miller / Amsterdam / Nationale ReisOpera
- 2004 : Le Roi de Lahore / Venise / Teatro La Fenice (Re-opening)
- 2005 : La Bohème / Arena di Verona
- 2005 : Rigoletto / Opéra de Lausanne
- 2005 : L’Elisir d’amore / Théâtre du Capitole de Toulouse
- 2006 : Luisa Miller / Venise / Teatro La Fenice
- 2006 : La Traviata / Czech National Theatre  / State Opera Prag
- 2006 : Falstaff / Naples / Teatro San Carlo Napoli
- 2006 : Rigoletto / Opera de Marseille
- 2006 : La Traviata / State Opera production / Tokyo (BKK)
- 2007 : Cavalleria Rusticana / St-Gallen / Festival
- 2007 : Carmen / Helsinki / Finnish National Opera
- 2008 : La Dame de Pique (Pikovaya Dama) / Théâtre du Capitole de Toulouse
- 2008 : Falstaff / Zagreb / Croatian National Opera
- 2008 : Carmen / Opéra de Lausanne
- 2008 : Rigoletto / Opéra d’Avignon
- 2008 : Traviata / Opéra de Lausanne
- 2008 : Rigoletto / Opéra de Toulon
- 2008 : Carmen / Tokyo (NNT)
- 2009 : Carmen / Bilbao / Abao
- 2009 : Thaïs / Athènes / Megaron
- 2009 : Otello / Bolshoï Theatre
- 2009 : Falstaff / Zagreb / Croatian National Opera
- 2009 : Carmen / Vilnius / Lithuanian National Opera
- 2009 : La Bohème / Zagreb / Croatian National Opera
- 2010 : La Juive / Saint-Pétersbourg / Mikhailowsky Theatre[2]
- 2010 : Die Zauberflöte / Athènes / Greek National Opera
- 2010 : Falstaff / Bilbao / Abao
- 2011 : La Bohème / Saint-Pétersbourg / Mikhailowsky Theatre
- 2011 : Tosca / Opera di Roma / Caracalla
- 2011 : La Bohème / Arena di Verona
- 2011 : Roméo et Juliette / Opéra de Marseille[3]
- 2011 : Roméo et Juliette / Bilbao (Abao)
- 2011 : Rigoletto / Vérone / Teatro Filarmonico
- 2012 : Falstaff / Opéra de Lausanne
- 2012 : La Juive / Saint-Pétersbourg / Mikhailowsky Teatre
- 2012 : L’Elisir d’amore / Opéra de Massy[4]
- 2013 : L’Enfant prodigue (Debussy) / Ancona / Teatro delle Muse
- 2013 : Cavalleria Rusticana / Ancône / Teatro delle Muse
- 2013 : Madama Butterfly / Ancône / Teatro delle Muse
- 2013 : Rigoletto / Teatro San Carlo Napoli
- 2013 : Falstaff / Budapest / Hungarian National opera
- 2013 : La Bohème / Sao Paulo / Teatro Municipal
- 2013 : L’Elisir d’amore / Brescia Como Pavia Cremona Trento / A.S.L.I.C.O
- 2013 : Roméo et Juliette / Théâtre Royal de Wallonie Liège
- 2014 : L’Elisir d’Amore / Ancône / Teatro delle Muse[5]
- 2014 : La Traviata /  Korean National Opera / Seoul Arts Center
- 2014 : I Capuleti e I Montecchi /  Oman / Royal Opera House Muscat
- 2014 : Manon / Opéra de Lausanne
- 2014 : Madama Butterfly / Sassari
- 2014 : Roméo et Juliette  / Moscow / Novaya Opera
- 2014 : L’Elisir d’Amore / Opéra de Marseille[6]
- 2015 : I Capuleti e I Montecchi /  Teatro La Fenice
- 2015 : Le Marchand de Venise (Reynaldo Hahn) / / St-Etienne
- 2015 : I Capuleti e i Montecchi / Athens Megaron / Greek National Opera
- 2016 : Rigoletto / Vérone / Teatro Filarmonico
- 2016 : Romeo et Juliette / Hong-Kong / French May Festival
- 2016 : La Bohème / Sao-Paulo / Teatro Municipal
- 2016 : I Capuleti e i Montecchi / Opera de Oviedo
- 2017 : Tosca / Prague / Czech National Opera
- 2017 : Manon / Opéra de Monte-Carlo
- 2017 : I Capuleti e i Montecchi / Verona / Teatro Filarmonico
- 2017 : Carmen / Helsinki / Finnish National Opera
- 2017 : I Vespri Siciliani / Saint-Petersburg / Mariinsky Theatre
- 2017 : Nabucco / Arena di Verona[7],[8],[9]
- 2017 : La Bohème / SNG Maribor
- 2018 : Manon / ABAO Bilbao
- 2018 : I Capuleti e I Montecchi / Teatro Sao Carlos Lisbonna
- 2018 : Simone Boccanegra / Opéra de Lausanne[10]
- 2018 : Nabucco / Arena di Verona
- 2018 : Rigoletto / Teatro Petruzzelli Bari
- 2018 : The Queen of spades (Pikovaya Dama) / Oslo Opera
- 2018 : Tosca / Opera de Oviedo
- 2019 : Simone Boccanegra / Teatro Petruzzelli Bari
- 2019 : Il Trovatore / HNK Zagreb
- 2019 : La Fanciulla del West / Mariinsky Theatre (White Nights Festival)
- 2019 : La Bohème / Teatro Sao Carlos Lisbona
- 2019 : Carmen / Helsinki / Finnish National Opera
- 2019 : Guglielmo Tell / Aslico / Teatro Sociale Como
- 2020 : L’Elisir d’Amore / Capitole de Toulouse
- 2020 : Andrea Chénier / Mariinsky Theatre
- 2020 : Das ring des Nibelungen / Teatro Colon

## Liens  externes
- https://www.arena.it/arena/en/shows/nabucco-2018.html
- https://www.vivalopera.fr/saison/opera/nabucco2018
- https://belairclassiques.com/film/verdi-nabucco-arena-verona-daniel-oren-scala-dvd-blu-ray
- [https://www.mariinsky.ru/en/playbill/playbill/2017/4/16/2_1900
- https://oopperabaletti.fi/en/repertoire-and-tickets/carmen-2017/
- https://oopperabaletti.fi/en/repertoire-and-tickets/carmen-opera/
- Notices d'autorité :   - VIAF
  - ISNI
  - BnF (données)
  - IdRef
  - LCCN
  - GND
  - Pologne
  - Norvège
  - WorldCat
- Ressource relative à la musique :   - Operabase